# Samuel Pepys
Samuel Pepys [uitspraak: pieps] (Londen, 23 februari 1633 – Clapham (bij Londen), 26 mei 1703) was een Britse ambtenaar in de 17e eeuw, die vooral beroemd is geworden vanwege zijn dagboeken. Deze bieden een fascinerende combinatie van persoonlijke onthullingen en ooggetuigenverslagen van belangrijke gebeurtenissen als de Pestepidemie in Londen en de Grote brand van Londen. Zijn andere grote, publieke levenswerk was een grondige reorganisatie van de Royal Navy waaraan hij drie decennia van zijn leven heeft besteed.
Pepys werd geboren in Londen in 1633 als zoon van een kleermaker en de zuster van een slager. Hij volgde de St Paul's School in Londen en het Magdalene College in Cambridge, waarna hij in dienst trad bij admiraal Edward Montagu. Zijn andere werkgever was George Downing. In 1655 trouwde hij met de vijftienjarige Elizabeth St Michel. Zijn dagboeken hield hij bij van 1660, het jaar waarin hij als klerk in dienst trad bij de marine, tot 1669, toen hij een oogkwaal kreeg en dacht volledig blind te worden. Hetzelfde jaar stierf zijn vrouw.
Ofschoon afkomstig uit een eenvoudig milieu, maakte hij gestaag carrière en werd hij een van de belangrijkste ambtenaren van zijn tijd. In 1672 werd hij benoemd tot secretaris van de admiraliteit. Deze functie vervulde hij met een onderbreking van vier jaar aan het eind van de regeringsperiode van Karel II van Engeland tot hij zich ten tijde van de Glorious Revolution uit het openbare leven terugtrok. Op gevorderde leeftijd was hij een zeer gecultiveerd man, met bijzondere belangstelling voor boeken, muziek, theater en wetenschap. Hij werd in 1665 gekozen tot lid van de Royal Society (de Britse Nationale Academie van Wetenschappen), waarvan hij later president werd. Daarnaast bekleedde hij diverse andere publieke functies, waaronder die van parlementslid. Hij stierf kinderloos in 1703. Zijn tijdgenoot John Evelyn herdacht hem als "alom geliefd, vriendelijk, vrijmoedig en geleerd op diverse gebieden".
Na Pepys’ dood werden zijn dagboeken nagelaten aan het Magdalene College. De zes delen waren geschreven in een code gebaseerd op stenografie. Zij werden tussen 1819 en 1822 voor het eerst ontcijferd door John Smith. Een verkorte (en gekuiste) versie verscheen in 1825; de complete dagboeken van meer dan 3800 pagina’s pas in 1893. In Nederland verscheen het werk in 1937 in een gekuiste vertaling van J.C. Mollema met de titel Samuel Pepys in woelige dagen en in 1967 onder de naam Dagboek van een levensgenieter, vertaald door A. Alberts.
Samuel Pepys beschreef bijna tien jaar lang zijn dagelijks leven met een nietsontziende eerlijkheid. De vrouwen met wie hij verhoudingen had, zijn seksuele handelingen, zijn  superieuren, zijn vrienden, zijn bezigheden, alles en iedereen beschreef hij tot in de details. Zijn dagboeken getuigen van zijn egoisme, jaloezieën en onzekerheid, zijn dagelijkse beslommeringen en de onfraaie manier waarop hij zijn vrouw en zijn personeel behandelde. Hij hield van wijn en toneel, speelde fluit, spinet en luit, was een rokkenjager en hechtte grote waarde aan het door hem vergaarde fortuin en de positie die hij bekleedde. Hij werd gedreven door nieuwsgierigheid en liet zich vaak door deze nieuwsgierigheid leiden, zodat hij altijd sterk impulsief reageerde. Voor de beschrijving van zijn seksuele escapades gebruikte hij een zelfverzonnen geheimtaal van Engelse, Franse en Italiaanse termen.
Zijn dagboeken zijn vooral van belang vanwege hun beschrijving van Londen in de tweede helft van de 17e eeuw. Daaronder zijn persoonlijke weergave van de Restauratie, de Londense pestepidemie van 1665, de Grote brand van Londen van 1666 en het arriveren van de Nederlandse vloot tijdens de Tocht naar Chatham en andere gebeurtenissen van de Tweede Engels-Nederlandse Oorlog (1665-1667). Pepys laat in verschillende passages zijn waardering voor de Nederlanders blijken (a wise, brave and noble people), vooral als hij weer eens gefrustreerd is geraakt door het wanbeleid van het eigen bestuur. Hij beschrijft in zijn dagboeken een reis naar Scheveningen, Den Haag en Delft in mei 1660, die hij maakte om de terugkeer voor te bereiden van koning Karel II, die als balling in de Zuidelijke Nederlanden woonde.
In 1679 werd hij gedwongen ontslag te nemen bij de admiraliteit, beschuldigd van de verkoop van marinegeheimen aan de Fransen en naar de Tower gestuurd. De aanklacht werd uiteindelijk ingetrokken.

## Nederlandse vertalingen
Diverse selecties uit het dagboek zijn in het Nederlands verschenen:
- Geheim Dagboek, vert. Robbert-Jan Henkes, 2009
- Geheim dagboek van een puritein 1660-1669, vert. Heleen Ten Holt, 1969; 1979
- Samuel Pepys in woelige dagen, vert. J.C. Mollema, Haarlem, 1948